# Echipa națională de fotbal a Israelului
Selecționata națională de fotbal a Israelului (ebraică נבחרת ישראל בכדורגל, Nivkheret Yisra'el BeKaduregel) este echipa națională de fotbal a Israelului, controlată de Asociația de Fotbal a Israelului. S-a calificat la un singur Campionatul Mondial, cel din 1970 și a câștigat o singură Cupă a Asiei în 1964, nu înainte de a ajunge în finala competiției în 1956 și 1960.

## Palmares
- Campionatul Mondial de Fotbal

| Țară(i) gazdă / An | Rundă                                   | Poziție                                 | M                                       | V                                       | E                                       | Î                                       | GM                                      | GP                                      | M   | V  | E  | Î  | GM  | GP  |
| ------------------ | --------------------------------------- | --------------------------------------- | --------------------------------------- | --------------------------------------- | --------------------------------------- | --------------------------------------- | --------------------------------------- | --------------------------------------- | --- | -- | -- | -- | --- | --- |
| 1930               | Nu exista echipa naționala a Israelului | Nu exista echipa naționala a Israelului | Nu exista echipa naționala a Israelului | Nu exista echipa naționala a Israelului | Nu exista echipa naționala a Israelului | Nu exista echipa naționala a Israelului | Nu exista echipa naționala a Israelului | Nu exista echipa naționala a Israelului |     |    |    |    |     |     |
| 1934               | Nu s-a calificat                        | Nu s-a calificat                        | Nu s-a calificat                        | Nu s-a calificat                        | Nu s-a calificat                        | Nu s-a calificat                        | Nu s-a calificat                        | Nu s-a calificat                        | 2   | 0  | 0  | 2  | 2   | 11  |
| 1938               | Nu s-a calificat                        | Nu s-a calificat                        | Nu s-a calificat                        | Nu s-a calificat                        | Nu s-a calificat                        | Nu s-a calificat                        | Nu s-a calificat                        | Nu s-a calificat                        | 2   | 0  | 0  | 2  | 1   | 4   |
| 1950               | Nu s-a calificat                        | Nu s-a calificat                        | Nu s-a calificat                        | Nu s-a calificat                        | Nu s-a calificat                        | Nu s-a calificat                        | Nu s-a calificat                        | Nu s-a calificat                        | 2   | 0  | 0  | 2  | 2   | 11  |
| 1954               | Nu s-a calificat                        | Nu s-a calificat                        | Nu s-a calificat                        | Nu s-a calificat                        | Nu s-a calificat                        | Nu s-a calificat                        | Nu s-a calificat                        | Nu s-a calificat                        | 4   | 0  | 0  | 4  | 0   | 5   |
| 1958               | Nu s-a calificat                        | Nu s-a calificat                        | Nu s-a calificat                        | Nu s-a calificat                        | Nu s-a calificat                        | Nu s-a calificat                        | Nu s-a calificat                        | Nu s-a calificat                        | 2   | 0  | 0  | 2  | 0   | 4   |
| 1962               | Nu s-a calificat                        | Nu s-a calificat                        | Nu s-a calificat                        | Nu s-a calificat                        | Nu s-a calificat                        | Nu s-a calificat                        | Nu s-a calificat                        | Nu s-a calificat                        | 6   | 3  | 1  | 2  | 13  | 14  |
| 1966               | Nu s-a calificat                        | Nu s-a calificat                        | Nu s-a calificat                        | Nu s-a calificat                        | Nu s-a calificat                        | Nu s-a calificat                        | Nu s-a calificat                        | Nu s-a calificat                        | 4   | 0  | 0  | 4  | 1   | 12  |
| 1970               | Grupe                                   | 12                                      | 3                                       | 0                                       | 2                                       | 1                                       | 1                                       | 3                                       | 4   | 3  | 1  | 0  | 8   | 1   |
| 1974               | Nu s-a calificat                        | Nu s-a calificat                        | Nu s-a calificat                        | Nu s-a calificat                        | Nu s-a calificat                        | Nu s-a calificat                        | Nu s-a calificat                        | Nu s-a calificat                        | 6   | 4  | 1  | 1  | 12  | 2   |
| 1978               | Nu s-a calificat                        | Nu s-a calificat                        | Nu s-a calificat                        | Nu s-a calificat                        | Nu s-a calificat                        | Nu s-a calificat                        | Nu s-a calificat                        | Nu s-a calificat                        | 4   | 2  | 1  | 1  | 5   | 3   |
| 1982               | Nu s-a calificat                        | Nu s-a calificat                        | Nu s-a calificat                        | Nu s-a calificat                        | Nu s-a calificat                        | Nu s-a calificat                        | Nu s-a calificat                        | Nu s-a calificat                        | 8   | 1  | 3  | 4  | 6   | 10  |
| 1986               | Nu s-a calificat                        | Nu s-a calificat                        | Nu s-a calificat                        | Nu s-a calificat                        | Nu s-a calificat                        | Nu s-a calificat                        | Nu s-a calificat                        | Nu s-a calificat                        | 6   | 3  | 1  | 2  | 17  | 6   |
| 1990               | Nu s-a calificat                        | Nu s-a calificat                        | Nu s-a calificat                        | Nu s-a calificat                        | Nu s-a calificat                        | Nu s-a calificat                        | Nu s-a calificat                        | Nu s-a calificat                        | 6   | 1  | 4  | 1  | 5   | 5   |
| 1994               | Nu s-a calificat                        | Nu s-a calificat                        | Nu s-a calificat                        | Nu s-a calificat                        | Nu s-a calificat                        | Nu s-a calificat                        | Nu s-a calificat                        | Nu s-a calificat                        | 10  | 1  | 3  | 6  | 10  | 27  |
| 1998               | Nu s-a calificat                        | Nu s-a calificat                        | Nu s-a calificat                        | Nu s-a calificat                        | Nu s-a calificat                        | Nu s-a calificat                        | Nu s-a calificat                        | Nu s-a calificat                        | 8   | 4  | 1  | 3  | 9   | 7   |
| 2002               | Nu s-a calificat                        | Nu s-a calificat                        | Nu s-a calificat                        | Nu s-a calificat                        | Nu s-a calificat                        | Nu s-a calificat                        | Nu s-a calificat                        | Nu s-a calificat                        | 8   | 3  | 3  | 2  | 11  | 7   |
| 2006               | Nu s-a calificat                        | Nu s-a calificat                        | Nu s-a calificat                        | Nu s-a calificat                        | Nu s-a calificat                        | Nu s-a calificat                        | Nu s-a calificat                        | Nu s-a calificat                        | 10  | 4  | 6  | 0  | 15  | 10  |
| 2010               | Nu s-a calificat                        | Nu s-a calificat                        | Nu s-a calificat                        | Nu s-a calificat                        | Nu s-a calificat                        | Nu s-a calificat                        | Nu s-a calificat                        | Nu s-a calificat                        | 10  | 4  | 4  | 2  | 20  | 10  |
| 2014               | Va urma                                 | Va urma                                 | Va urma                                 | Va urma                                 | Va urma                                 | Va urma                                 | Va urma                                 | Va urma                                 |     |    |    |    |     |     |
| 2018               | Va urma                                 | Va urma                                 | Va urma                                 | Va urma                                 | Va urma                                 | Va urma                                 | Va urma                                 | Va urma                                 |     |    |    |    |     |     |
| 2022               | Va urma                                 | Va urma                                 | Va urma                                 | Va urma                                 | Va urma                                 | Va urma                                 | Va urma                                 | Va urma                                 |     |    |    |    |     |     |
| Total              | Grupe                                   | 1/19                                    | 3                                       | 0                                       | 2                                       | 1                                       | 1                                       | 3                                       | 102 | 33 | 29 | 40 | 137 | 149 |

### Cupa Asiei AFC
| An    | Rundă      | M  | V | E | Î | GM | GP |
| ----- | ---------- | -- | - | - | - | -- | -- |
| 1956  | Locul doi  | 3  | 2 | 0 | 1 | 6  | 5  |
| 1960  | Locul doi  | 3  | 2 | 0 | 1 | 6  | 4  |
| 1964  | Champions  | 3  | 3 | 0 | 0 | 5  | 1  |
| 1968  | Locul trei | 4  | 2 | 0 | 2 | 11 | 5  |
| Total | 1 titlu    | 13 | 9 | 0 | 4 | 28 | 15 |

Israel nu a luat parte la competiții regionale între anii 1968 și 1994

### Campionatul European
| An   | Rundă            | M | V | E | Î | GM | GP |   |
| ---- | ---------------- | - | - | - | - | -- | -- | - |
| 1996 | Nu s-a calificat | – | – | – | – | –  | –  |   |
| 2000 | Nu s-a calificat | – | – | – | – | –  | –  |   |
| 2004 | Nu s-a calificat | – | – | – | – | –  | –  |   |
| 2008 | Nu s-a calificat | – | – | – | – | –  | –  |   |
| 2012 | Nu s-a calificat | - | – | – | – | –  | –  | – |
| 2016 | Nu s-a calificat | – | – | – | – | –  | –  |   |

## Jucători

### Cei mai selecționați jucători
Jucătorii care nu s-au retras încă de la națională sunt marcați cu bleu
| # | Nume               | Ani la națională | Selecții | Goluri |
| - | ------------------ | ---------------- | -------- | ------ |
| 1 | Arik Benado        | 1995–2007        | 94       | 0      |
| 2 | Alon Harazi        | 1992–2006        | 89       | 2      |
| 3 | Amir Schelach      | 1992–2001        | 85       | 0      |
| 4 | Mordechai Spiegler | 1963–1977        | 83       | 33     |
| 4 | Nir Klinger        | 1987–1997        | 83       | 2      |
| 6 | Yossi Benayoun     | 1998–prezent     | 81       | 23     |
| 7 | Avi Nimni          | 1992–2006        | 80       | 17     |
| 8 | Tal Banin          | 1990–2002        | 78       | 12     |
| 8 | Itzhak Shum        | 1969–1981        | 78       | 10     |
| 8 | Eyal Berkovic      | 1992–2004        | 78       | 9      |

### Golgeteri
Jucătorii care nu s-au retras încă de la națională sunt marcați cu bleu
| # | Nume                | Ani la națională | Goluri | Selecții |
| - | ------------------- | ---------------- | ------ | -------- |
| 1 | Mordechai Spiegler  | 1963–1977        | 33     | 83       |
| 2 | Yehoshua Feigenbaum | 1966–1977        | 24     | 50       |
| 3 | Ronen Harazi        | 1992–1999        | 23     | 53       |
| 3 | Yossi Benayoun      | 1998–prezent     | 23     | 81       |
| 5 | Nahum Stelmach      | 1956–1968        | 22     | 61       |
| 6 | Gidi Damti          | 1971–1981        | 21     | 69       |
| 7 | Giora Spiegel       | 1965–1980        | 18     | 44       |
| 7 | Yehoshua Glazer     | 1949–1961        | 18     | 35       |
| 9 | Eli Ohana           | 1984–1997        | 17     | 51       |
| 9 | Avi Nimni           | 1992–2006        | 17     | 80       |

### Lotul de jucatori la preliminariile EURO 2012
| Nr.       | Poz.    | Jucător          | Data nașterii (vârsta)         | Selecții | Goluri  | Club                       |         |         |
| Portari   | Portari | Portari          | Portari                        | Portari  | Portari | Portari                    | Portari | Portari |
| --------- | ------- | ---------------- | ------------------------------ | -------- | ------- | -------------------------- | ------- | ------- |
| 1         | P       | Dudu Aouate (C)  | 17 octombrie 1977 (47 de ani)  | 54       | 0       | Mallorca                   |         |         |
| 18        | P       | Ohad Levita      | 17 februarie 1986 (39 de ani)  | 0        | 0       | RKC Waalwijk               |         |         |
|           | P       | Ariel Harush     | 8 februarie 1988 (37 de ani)   | 0        | 0       | Beitar Jerusalem           |         |         |
| Fundasi   |         |                  |                                |          |         |                            |         |         |
| 2         | F       | Rami Gershon     | 12 august 1988 (36 de ani)     | 0        | 0       | Kortrijk                   |         |         |
| 3         | F       | Tal Ben Haim     | 31 martie 1982 (42 de ani)     | 57       | 0       | West Ham United            |         |         |
| 4         | F       | Dani Bondar      | 7 februarie 1987 (38 de ani)   | 2        | 0       | Hapoel Tel Aviv            |         |         |
| 13        | F       | Dekel Keinan     | 15 septembrie 1984 (40 de ani) | 17       | 0       | Blackpool                  |         |         |
| 14        | F       | Yoav Ziv         | 16 martie 1981 (44 de ani)     | 27       | 0       | Maccabi Tel Aviv           |         |         |
| 19        | F       | Dedi Ben Dayan   | 27 noiembrie 1978 (46 de ani)  | 24       | 1       | Hapoel Tel Aviv            |         |         |
| 21        | F       | Oshri Roash      | 25 iulie 1988 (36 de ani)      | 0        | 0       | Hapoel Haifa               |         |         |
| Mijlocasi |         |                  |                                |          |         |                            |         |         |
| 5         | M       | Tamir Cohen      | 4 martie 1984 (41 de ani)      | 18       | 0       | Bolton Wanderers           |         |         |
| 6         | M       | Bibras Natkho    | 18 februarie 1988 (37 de ani)  | 4        | 0       | Rubin Kazan                |         |         |
| 8         | M       | Gil Vermuth      | 5 august 1985 (39 de ani)      | 9        | 0       | Hapoel Tel Aviv            |         |         |
| 10        | M       | Lior Rafaelov    | 26 aprilie 1986 (38 de ani)    | 6        | 1       | Maccabi Haifa              |         |         |
| 12        | M       | Dor Malul        | 30 aprilie 1989 (35 de ani)    | 0        | 0       | Maccabi Tel Aviv           |         |         |
| 20        | M       | Almog Cohen      | 1 septembrie 1988 (36 de ani)  | 3        | 0       | 1. FC Nürnberg             |         |         |
| 22        | M       | Eyal Golasa      | 7 octombrie 1991 (33 de ani)   | 2        | 0       | Maccabi Haifa              |         |         |
|           | M       | Gal Alberman     | 17 aprilie 1983 (41 de ani)    | 26       | 1       | Maccabi Tel Aviv           |         |         |
|           | M       | Eran Zahavi      | 25 iulie 1987 (37 de ani)      | 2        | 0       | Hapoel Tel Aviv            |         |         |
| Atacanti  |         |                  |                                |          |         |                            |         |         |
| 9         | A       | Itay Shechter    | 22 februarie 1987 (38 de ani)  | 7        | 1       | Hapoel Tel Aviv            |         |         |
| 11        | A       | Elyaniv Barda    | 15 decembrie 1981 (43 de ani)  | 23       | 11      | Racing Genk                |         |         |
| 16        | A       | Alroey Cohen     | 1 iulie 1989 (35 de ani)       | 1        | 0       | Hapoel Ironi Kiryat Shmona |         |         |
| 17        | A       | Ben Sahar        | 10 august 1989 (35 de ani)     | 20       | 5       | Hapoel Tel Aviv            |         |         |
| 24        | A       | Roberto Colautti | 24 aprilie 1982 (42 de ani)    | 20       | 6       | Maccabi Tel Aviv           |         |         |
| 25        | A       | Amit Ben Shushan | 20 martie 1985 (40 de ani)     | 12       | 2       | Beitar Jerusalem           |         |         |

### Alte selectii
| P | David Goresh     | 1 februarie 1980 (45 de ani)  | 0  | 0  | Hapoel Acre         | v. Georgia (7 septembrie 2010) |  |  |
|   |                  |                               |    |    |                     |                                |  |  |
| M | Avihai Yadin     | 26 octombrie 1986 (38 de ani) | 6  | 0  | Hapoel Tel Aviv     | v. Georgia (7 septembrie 2010) |  |  |
| M | Maor Melikson    | 30 octombrie 1984 (40 de ani) | 1  | 0  | Hapoel Be'er Sheva  | v. Georgia (7 septembrie 2010) |  |  |
| M | Biram Kayal      | 2 mai 1988 (36 de ani)        | 15 | 0  | Celtic              | v. Georgia (7 septembrie 2010) |  |  |
| M | Yossi Benayoun   | 5 mai 1980 (44 de ani)        | 80 | 23 | Chelsea             | v. Georgia (7 septembrie 2010) |  |  |
|   |                  |                               |    |    |                     |                                |  |  |
| A | Yuval Avidor     | 19 octombrie 1986 (38 de ani) | 0  | 0  | Maccabi Tel Aviv    | v. Georgia (7 septembrie 2010) |  |  |
| A | Omer Damari      | 24 martie 1989 (36 de ani)    | 0  | 0  | Maccabi Petah Tikva | v. Georgia (7 septembrie 2010) |  |  |
| A | Shlomi Arbeitman | 14 mai 1985 (39 de ani)       | 9  | 3  | Gent                | v. Georgia (7 septembrie 2010) |  |  |

## Antrenori
| Antrenor                        | Ani la națională | M  | V  | E  | Î  | GM  | GP  | V%    |
| ------------------------------- | ---------------- | -- | -- | -- | -- | --- | --- | ----- |
| Egon Pollack                    | 1948             | 1  | 0  | 0  | 1  | 0   | 1   | 0     |
| Lajos Hess                      | 1949             | 3  | 1  | 0  | 2  | 5   | 12  | 33,33 |
| Vladislav Scali                 | 1950             | 2  | 1  | 0  | 1  | 7   | 4   | 50    |
| Jerry Beit haLevi               | 1953–1954        | 5  | 0  | 0  | 5  | 1   | 7   | 0     |
| Jack Gibbons                    | 1956             | 5  | 2  | 0  | 3  | 7   | 12  | 40    |
| Jerry Beit haLevi               | 1957             | 1  | 0  | 0  | 1  | 4   | 5   | 0     |
| Moshe Varon                     | 1958             | 5  | 2  | 0  | 3  | 6   | 7   | 40    |
| Gyula Mándi                     | 1959–1963        | 31 | 12 | 7  | 12 | 49  | 63  | 38,71 |
| George Ainsley                  | 1963–1964        | 3  | 2  | 0  | 1  | 4   | 2   | 66,67 |
| Yosef Mirmovich                 | 1964             | 1  | 0  | 0  | 1  | 0   | 4   | 0     |
| Gyula Mándi                     | 1964             | 3  | 3  | 0  | 0  | 5   | 1   | 1000  |
| Yosef Mirmovich                 | 1964–1965        | 3  | 1  | 0  | 2  | 2   | 2   | 33,33 |
| Milovan Ćirić                   | 1965–1968        | 25 | 8  | 2  | 15 | 43  | 45  | 32    |
| Emmanuel Scheffer               | 1968–1970        | 24 | 8  | 8  | 8  | 44  | 34  | 33,33 |
| Edmond Schmilovich              | 1970–1973        | 19 | 10 | 4  | 5  | 27  | 13  | 52,63 |
| David Schweitzer                | 1973–1977        | 36 | 17 | 11 | 8  | 67  | 34  | 47,22 |
| Emmanuel Scheffer               | 1978–1979        | 13 | 5  | 4  | 4  | 17  | 15  | 38,46 |
| Jack Mansell                    | 1980–1981        | 10 | 2  | 3  | 5  | 8   | 12  | 20    |
| Yosef Mirmovich                 | 1983–1986        | 27 | 8  | 9  | 10 | 39  | 36  | 29,63 |
| Miljenko Mihić                  | 1986–1988        | 20 | 4  | 5  | 11 | 27  | 35  | 20    |
| Itzhak Schneor Ya'akov Grundman | 1988–1992        | 18 | 5  | 5  | 8  | 21  | 30  | 27,78 |
| Shlomo Scharf                   | 1992–2000        | 82 | 31 | 18 | 33 | 131 | 118 | 37,8  |
| Richard Møller Nielsen          | 2000–2002        | 20 | 7  | 4  | 9  | 29  | 33  | 35    |
| Avram Grant                     | 2002–2006        | 33 | 14 | 13 | 6  | 55  | 37  | 42,42 |
| Dror Kashtan                    | 2006–2010        | 19 | 10 | 4  | 5  | 27  | 19  | 52,63 |
| Eli Ohana (interimar)           | 2010             | 1  | 1  | 0  | 0  | 2   | 0   | 1000  |
| Luis Fernández                  | 2010 – prezent   | 8  | 3  | 1  | 4  | 9   | 13  | 37,5  |